# Stefan Lötters
Stefan Lötters est un herpétologiste allemand.
Diplômé de l'université de Bonn, il travaille à l'université de Trèves.
C'est un spécialiste des anoures néo-tropicaux.

## Quelques taxons décrits
- Ameerega boehmei Lötters, Schmitz, Reichle, Rödder & Quennet, 2009
- Atelopus chocoensis Lötters, 1992
- Atelopus dimorphus Lötters, 2003
- Atelopus epikeisthos Lötters, Schulte & Duellman, 2005
- Atelopus onorei Coloma, Lötters, Duellman & Miranda-Leiva, 2007
- Atelopus oxapampae Lehr, Lötters & Mikael, 2008
- Atelopus petersi Coloma, Lötters, Duellman & Miranda-Leiva, 2007
- Atelopus reticulatus Lötters, Haas, Schick & Böhme, 2002
- Atelopus siranus Lötters & Henzl, 2000
- Bufo stanlaii Lötters & Köhler, 2000, désormais Rhinella stanlaii (Lötters & Köhler, 2000)
- Colostethus patitae Lötters, Morales & Proy, 2003, désormais Hyloxalus patitae (Lötters, Morales & Proy, 2003)
- Dendrobates claudiae Jungfer, Lötters & Jörgens, 2000, désormais Andinobates claudiae (Jungfer, Lötters & Jörgens, 2000)
- Eleutherodactylus ibischi Reichle, Lötters & De la Riva, 2001, désormais Oreobates ibischi (Reichle, Lötters & De la Riva, 2001)
- Eleutherodactylus llojsintuta Köhler & Lötters, 1999, désormais Pristimantis llojsintuta (Köhler & Lötters, 1999)
- Eleutherodactylus olivaceus Köhler, Morales, Lötters, Reichle & Aparicio, 1998, désormais Pristimantis olivaceus (Köhler, Morales, Lötters, Reichle & Aparicio, 1998)
- Epipedobates rubriventris Lötters, Debold, Henle, Glaw, & Kneller, 1997, désormais Ameerega rubriventris (Lötters, Debold, Henle, Glaw & Kneller, 1997)
- Epipedobates yungicola Lötters, Schmitz & Reichle, 2005, désormais Ameerega yungicola (Lötters, Schmitz & Reichle, 2005)
- Hyla delarivai Köhler & Lötters, 2001, désormais Dendropsophus delarivai (Köhler & Lötters, 2001)
- Hyla joannae Köhler & Lötters, 2001, désormais Dendropsophus joannae (Köhler & Lötters, 2001)
- Hyperolius dintelmanni Lötters & Schmitz, 2004
- Leptopelis crystallinoron Lötters, Rödel & Burger, 2005
- Leptopelis mackayi Köhler, Bwong, Schick, Veith & Lötters, 2006